# Choejongbyeonggi Hwal
Choejongbyeonggi Hwal (en coreà 최종병기 활), estrenada internacionalment com War of the Arrows, titulada alternativament Arrow: The Ultimate Weapon, és una pel·lícula de Corea del Sud històrica d'acció de 2011 protagonitzada per Park Hae-il, Ryu Seung-ryong i Moon Chae-won. Ambientada després de la Segona invasió manxú de Corea (invasió Qing), la pel·lícula tracta sobre un arquer que arrisca la seva vida per salvar la seva germana de l'esclavitud sota el govern del Príncep Qing Dorgon.
Elogiada per la crítica pel seu ritme ràpid i seqüències de combat, la pel·lícula va atreure una audiència de 7,48 milions, la qual cosa la va convertir en la pel·lícula coreana més taquillera del 2011. També va ser premiat als 48ns Grand Bell Awards i als 32ns Blue Dragon Film Awards, inclòs Millor Actor per Park, Millor actor secundari per Ryu i Millor actriu revelació per Moon. La pel·lícula també destaca pel rar ús del manxú en alguns dels seus diàlegs, i l'ús demostratiu de tècniques de tir amb arc, inclosa una guia de fletxes tongah.

## Argument
La pel·lícula comença amb dos fills, Nam-yi i la seva germana petita Ja-in, perseguits pels guàrdies del rei Injo de Joseon i salvats pel seu pare Choi Pyeong-ryung, un oficial del rei Gwanghae i un arquer hàbil. Envia els seus fills a buscar un lloc de refugi amb el seu millor amic Kim Mu-seon. Quan escapen, Ja-in demana al seu germà que torni amb el seu pare, però Choi Pyeong-ryung és assassinat davant de Nam-yi. Nam-yi, encara que mossegat pels gossos de guàrdia, els mata i escapa amb Ja-in.
13 anys després, Nam-yi (Park Hae-il) s'ha convertit en un hàbil arquer i caçador amb els seus companys Gang-du, Gab-yong i Seo-goon, el fill de Mu-seon. S'assabenta per Seo-goon (Kim Mu-yeol) que ell i Ja-in (Moon Chae-won) tenen previst casar-se, amb l'aprovació de Mu-seon, que també és el padrí de Ja-in. Durant el casament, Nam-yi es troba a les muntanyes caçant cérvols quan escolta el rebombori de les forces invasores manxús. Quan Nam-yi torna al poble, troba que el seu pare adoptiu és massacrat i a la seva germana se l'han endut. Aleshores, Nam-yi es proposa trobar l'exèrcit Qing i rescatar la seva germana, que és portada directament al campament del príncep manxú Dorgon (Park Ki-woong). Després que embosqui a un grup d'escoltes per obtenir informació, la guàrdia reial Qing, dirigida pel comandant de l'exèrcit Jyuushinta (Ryu Seung-ryong), es proposa trobar Nam-yi.
Abans de ser portats a Manxúria, els presoners, liderats per Seo-goon, es rebel·len, i Nam-yi arriba a temps per ajudar-los. Nam-yi, Seo-goon, Gang-du i Gab-yong busquen el campament manxú, trobant-lo ben vigilat i Ja-in encara viva. Nam-yi captura el príncep manxú, l'aboca amb alcohol i el manté com a ostatge fins que surt el sol perquè la seva germana i Seo-goon puguin escapar, prometent-los trobar-se en una cabana. Aleshores incendia el príncep i la seva tenda de campanya, provocant el caos al campament. Jyuushinta arriba al campament a l'alba per trobar el príncep mort, i es proposa trobar Nam-yi. Gang-du i Gab-yong es sacrifiquen per donar-li temps a Nam-yi per fugir. En un congost, Nam-yi salta i és atrapat pels manxú. Quan es creuen, és capaç de matar a tres d'ells, però perd l'oportunitat de matar a Jyuushinta.
A la cabana de trobada, dos manxú embosquen a Seo-goon i Ja-in, però moren. A l'altre costat del congost, Nam-yi rep un tret al braç, però és capaç d'atreure un tigre perquè ataci els manxú i els evadir de nou. Després d'aconseguir un lideratge, prepara una emboscada final i mata a dos dels seus quatre perseguidors restants. Finalment, predint on es col·loca Jyuushinta, doblega la trajectòria de la seva última fletxa, però Jyuushinta és salvat pel seu últim militar, que rep el tret fatal en el seu lloc.
Nam-yi cavalca a la recerca de Ja-in, ja que suposa que Jyuushinta ha mort. Estan a punt de reunir-se quan Ja-in veu que a Jyuushinta mirant Nam-yi des d'un penya-segat; però abans que la fletxa toqui, Ja-in dispara al cavall i Nam-yi cau. Quan Nam-yi i Jyuushinta s'enfronten, Ja-in corre entre ells. La fletxa de Nam-yi amb prou feines toca el vestit de Ja-in, però la de Jyuushinta troba la seva marca i s'enfonsa al cor d'en Nam-yi. Malgrat les protestes de Ja-in, Nam-yi la treu i dispara mortalment a Jyuushinta amb ella. Mentre està morint a la falda de Ja-in, Nam-yi diu que haurien de tornar a la seva antiga casa a Hanyang. Ja-in posa Nam-yi en un vaixell, i ella i Seo-goon creuen el riu cap a la seva terra natal.

## Repartiment
- Park Hae-il com a Choi Nam-yi
  - Lee David com el jove Nam-yi
- Ryu Seung-ryong com a Jyuushinta
- Moon Chae-won com a Choi Ja-in
  - Jeon Min-seo com a jove Ja-in
- Kim Mu-yeol com a Kim Seo-goon
- Park Ki-woong com a Dorgon, príncep de Qing Manxú-Xina
- Ryohei Otani com a Nogami
- Kim Ku-taek com a Gang-du
- Lee Han-wi com a Gab-yong
- Lee Geung-young com a Kim Mu-seon
- Kang Eun-jin com a Eun-yi
- Lee Seung-joon com a Wan-han
- Lee Jae-gu com a Hoo-man
- Park No-shik com a Jang-soon
- Yoon Dong-hwan com a Choi Pyeong-ryung
- Jo Woo-jin com a missatger de Qing
- Lee Ji-hyun com a Gisaeng

## Premis i nominacions
| Any  | Premi                                                    | Categoria                                           | Receptor                      | Resultat  |
| ---- | -------------------------------------------------------- | --------------------------------------------------- | ----------------------------- | --------- |
| 2011 | 48ns Grand Bell Awards                                   | Millor pel·lícula                                   | War of the Arrows             | Nominat   |
| 2011 | 48ns Grand Bell Awards                                   | Millor actor                                        | Park Hae-il                   | Guanyador |
| 2011 | 48ns Grand Bell Awards                                   | Millor actriu novell                                | Moon Chae-won                 | Guanyador |
| 2011 | 48ns Grand Bell Awards                                   | Millor fotografia                                   | Kim Tae-seong, Park Jong-chul | Nominat   |
| 2011 | 48ns Grand Bell Awards                                   | Millor direcció artística                           | Jang Chun-seop                | Nominat   |
| 2011 | 48ns Grand Bell Awards                                   | Millor disseny de vestuari                          | Kwon Yu-jin                   | Nominat   |
| 2011 | 48ns Grand Bell Awards                                   | Millor efectes visuals                              | Han Young-woo                 | Guanyador |
| 2011 | 48ns Grand Bell Awards                                   | Millors efectes sonors                              | Choi Tae-young                | Guanyador |
| 2011 | 31na Premis de l'Associació Coreana de Crítics de Cinema | Millor fotografia                                   | Kim Tae-seong, Park Jong-chul | Guanyador |
| 2011 | 31na Premis de l'Associació Coreana de Crítics de Cinema | Millors efectes visuals                             | Han Young-woo                 | Guanyador |
| 2011 | 32nd Blue Dragon Film Awards                             | Millor pel·lícula                                   | War of the Arrows             | Nominat   |
| 2011 | 32nd Blue Dragon Film Awards                             | Millor director                                     | Kim Han-min                   | Nominat   |
| 2011 | 32nd Blue Dragon Film Awards                             | Millor actor                                        | Park Hae-il                   | Guanyador |
| 2011 | 32nd Blue Dragon Film Awards                             | Millora actor secundari                             | Ryu Seung-ryong               | Guanyador |
| 2011 | 32nd Blue Dragon Film Awards                             | Millor actriu novell                                | Moon Chae-won                 | Guanyador |
| 2011 | 32nd Blue Dragon Film Awards                             | Millor fotografia                                   | Kim Tae-seong                 | Nominat   |
| 2011 | 32nd Blue Dragon Film Awards                             | Millor direcció artística                           | Jang Chun-seop                | Nominat   |
| 2011 | 32nd Blue Dragon Film Awards                             | Millor il·luminació                                 | Kim Gyeong-seok               | Nominat   |
| 2011 | 32nd Blue Dragon Film Awards                             | Millor música                                       | Kim Tae-seong                 | Nominat   |
| 2011 | 32nd Blue Dragon Film Awards                             | Premi tècnic                                        | Oh Se-young                   | Guanyador |
| 2011 | 32nd Blue Dragon Film Awards                             | Premi del públic a la pel·lícula més popular        | War of the Arrows             | Guanyador |
| 2011 | 19ns Korean Culture and Entertainment Awards             | Gran Premi ("Daesang") a la pel·lícula              | Park Hae-il                   | Guanyador |
| 2011 | 19ns Korean Culture and Entertainment Awards             | Premi a l'excel·lència màxima, actor de pel·lícula  | Ryu Seung-ryong               | Guanyador |
| 2011 | 19ns Korean Culture and Entertainment Awards             | Premi a l'excel·lència màxima, actriu de pel·lícula | Moon Chae-won                 | Guanyador |
| 2012 | 6ns Asian Film Awards                                    | Millor actor                                        | Park Hae-il                   | Nominat   |
| 2012 | 6ns Asian Film Awards                                    | Premi del públic a l'actor preferit                 | Park Hae-il                   | Nominat   |
| 2012 | 48ns Baeksang Arts Awards                                | Millor actor                                        | Park Hae-il                   | Nominat   |